# Aphanasium
Aphanasium is een kevergeslacht uit de familie van de boktorren (Cerambycidae). De wetenschappelijke naam van het geslacht werd voor het eerst geldig gepubliceerd in 1835 door Dejean.

## Soorten
Aphanasium omvat de volgende soorten:
- Aphanasium albopilosum Lea, 1917
- Aphanasium australe (Boisduval, 1835)
- Aphanasium variegatum Blackburn, 1893